# 康凱拉巴河
康凱拉巴河（法語：Kankélaba）是非洲西部的河流，屬於巴戈埃河的支流之一，流經科特迪瓦西北部和馬里南部，成為兩國接壤的邊界，最終在馬里南部注入巴戈埃河。